# 伊格爾鎮區 (印地安納州布恩縣)
伊格爾鎮區（英語：Eagle Township）是位於美國印地安納州布恩縣的一個行政鎮區。

## 地方資料
根據2010年美國人口普查的數據，伊格爾鎮區的面積為69.20平方千米，當中陸地面積為69.00平方千米，而水域面積為0.20平方千米。當地共有人口21977人，而人口密度為每平方千米317.59人。